# Anobiopsis
Anobiopsis is een monotypisch geslacht van kevers uit de familie van de klopkevers (Anobiidae).

## Soort
- Anobiopsis sericans